# مدرسة الزهراء (مكة المكرمة)
مدرسة الزهراء، تعد أول مدرسة ثانوية لتعليم البنات في مكة المكرمة. تم افتتاحها قبل تأسيس الرئاسة العامة لتعليم البنات بالمملكة العربية السعودية، وقد أسسها الأستاذ عمر عبد الجبار. وتعددت مراحل المدرسة، فضمت روضة للأطفال، ثم القسم الابتدائي فالمتوسط وكان ذلك في العام الدراسي 1382/1381هـ، وأخيرًا المرحلة الثانوية وقد أضيفت بعد ثلاثة أعوام دراسية.